# Huggkubbe

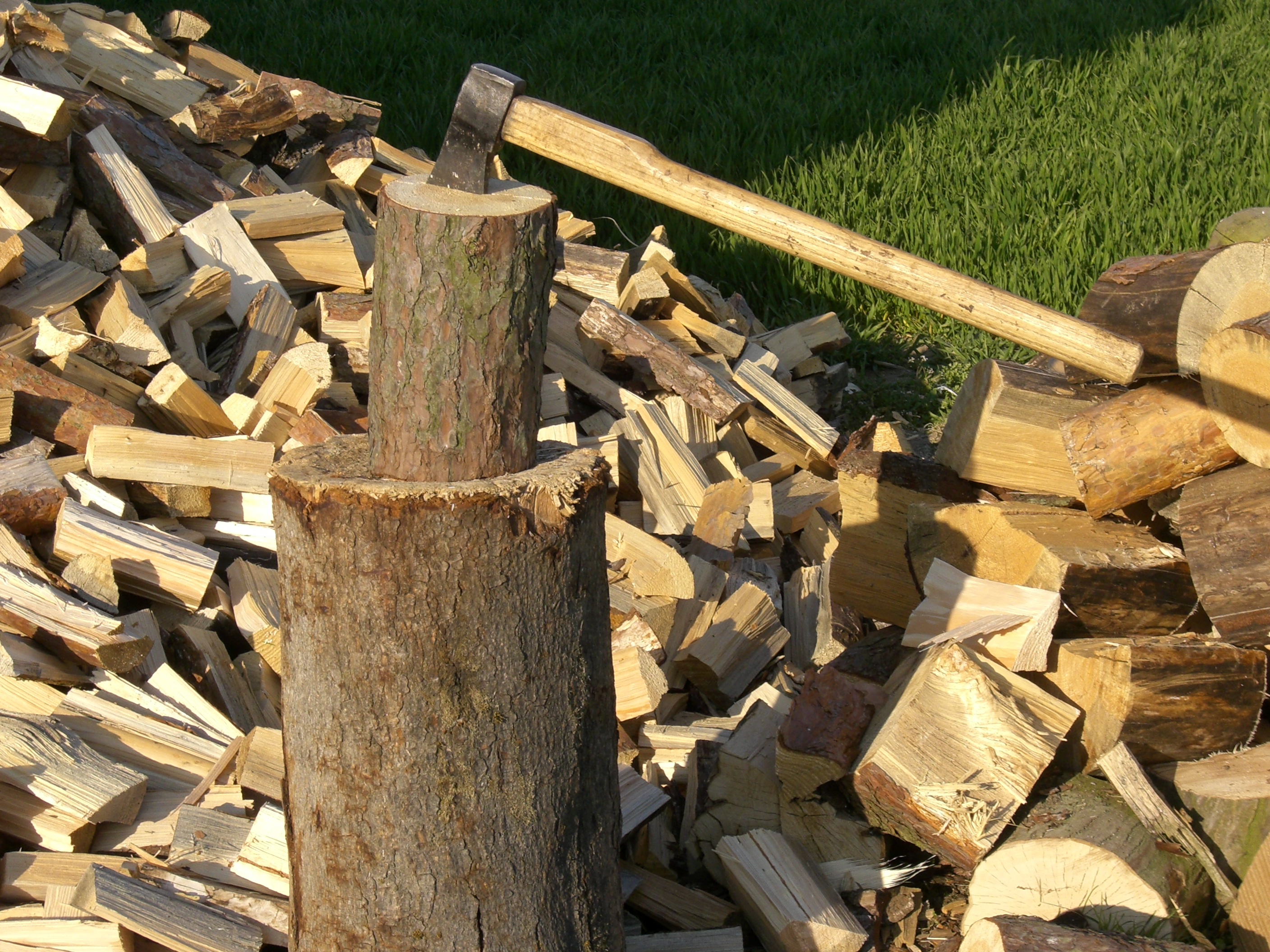
Huggkubbe och vedhuggning

Huggkubbe är ett stycke trä som används som underlag vid vedhuggning. Huggkubben är till för att få en arbetsyta i lagom höjd och för att skydda underlag och verktyg från skador. Den används oftast vid vedhuggning och vid täljning med yxa. Den har en enkel konstruktion och består normalt av en avsågad och barkad trädstam som ställs på ena ändytan på golvet eller direkt på mark. De fria ändytan används som arbetsyta. För att huggkubben skall få lång livslängd är det viktigt att ändträet i bägge ändar skyddas från fukt. Arbetsytan bör dessutom skyddas från smuts som kan skada, eller åtminstone slöa ner, verktygen.
Ordet "huggkubbe" är belagt i svenska språket sedan 1778.